# Mihai Caraman
Mihai Caraman, né le 11 novembre 1928 et mort le 25 juillet 2024 à Bucarest, est un général communiste roumain de la Securitate qui, durant la période 1958-1968, aurait organisé et dirigé un réseau d'espionnage contre l'OTAN, dit « réseau Caraman », à Paris, sous couverture de conseiller commercial de l'ambassade de Roumanie, réseau dont le travail aurait aussi profité au KGB.
Après l'ouverture du rideau de fer, la DST, qui affirme avoir démantelé le « réseau Caraman », aurait pris attache avec Mihai Caraman, entre-temps devenu directeur du Serviciul de Informații Externe (SIE, service de renseignement extérieur) de la Roumanie post-communiste, de 1990 à 1992. Invité en France pour révéler des secrets concernant ses anciennes taupes en France, il aurait affirmé à Raymond Nart et à son service que le ministre Charles Hernu aurait été un agent coopté des services roumains3.
Pendant ce temps, Manfred Wörner, secrétaire général de l'OTAN, annonce qu'il refuse tout dialogue avec la Roumanie, alors en démarche de pré-adhésion à l'organisation atlantiste, tant que Mihai Caraman, qui avait espionné l'OTAN, serait à la tête du SIE